# 리광주
리광주(1953년 2월 8일~)는 조선민주주의인민공화국의 역도 선수이다. 1980년 하계 올림픽에 조선민주주의인민공화국 대표 선수로 참가했다.